# Pavel Skála
Pavel Skála (* 7. února 1957 Plzeň) je český hudební producent, interpret a kytarista, bývalý člen hudební skupiny Marsyas, dnes nezbytná součást kapelEtc... a skupiny Bratři Ebenové. Rodák z Plzně, kde začínal v amatérských kapelách a v roce 1978 nastoupil na profesionální dráhu se skupinou Marsyas. Působil zde do roku 1985, kdy odešel k Ivanovi Hlasovi do kapely Nahlas. Od roku 1989 zahajuje své působení ve skupině Etc, kde je členem dodnes. Zároveň hraje na kytaru ve skupině Bratří Ebenů, se kterými běžně vystupuje a je producentem jejich alb. Dále vystupuje spolu s Jaroslav Nejezchleba a Norbi Kovács v kapele Kybabu a Malý bobr, pocta Petru Skoumalovi. 
Je signatářem petice Několik vět od spolku Charta 77 spolu s minulými i současnými členy kapel, např. Petrem Skoumalem. S Jaroslavem "Olinem" Nejezchlebou ji podepsali společně v létě roku 1989.
Působil a působí jako hostující hráč v různých hudebních projektech a uskupeních, např. pro Divadlo Sklep.

## Život
V dětství tři roky výuka na housle od otce a dědy. Dále jeden rok přípravky pro sbor Plzeňského rozhlasu. V letech 1971–1975 docházel na ZUŠ Plzeň Slovany v oboru kytara a 1985–1988 v pražské Lidové konzervatoři ve skladatelsko-dirigentském oddělení. 
V roce 1978 nastoupil do skupiny Marsyas, kde hrál do roku 1986; ještě během členství v Marsyas nastoupil v roce 1981 do skupiny Blues Session a od roku 1986 působil ve skupině Ivana Hlase nazvané Nahlas, odkud v roce 1989 ke skupině Etc... zpěváka Vladimíra Mišíka. Od roku 2002 hraje pravidelně se skupinou Bratří Ebenů a v letech 2009–2013 doprovázel Jiřího Schmitzera.
Krátce po sametové revoluci vystupoval s Etc… mimo Československo také v Německu, Rakousku a ve Francii. V roce 2000 hrál na festivalu Wisconsin Dells Czech Rock Fest ve Spojených státech amerických a s bratry Ebeny v roce 2009 v Belgii. 2013 Canada tour v Torontu a Vancouveru.
V roce 2012 spolu s některými dalšími členy Etc… vystupoval u příležitosti čtyřicátého výročí vydání alba Kuře v hodinkách. V roce 2013 se podílel na dokumentu Jsem slavná, tak akorát o zpěvačce Marsyas Zuzaně Michnové, v roce 2017 na filmu Nechte zpívat Mišíka o Vladimír Mišík.  
Je autorem nebo spoluautorem přibližně třiceti písní zejména pro Marsyas, Etc… nebo Ivan Hlase a Nahlas. Věnoval se také produkci a mixu pro bratry Ebeny, DVD k šedesátým narozeninám Vladimíra Mišíka, skupiny Divoký srdce Michala Ambrože, album 25 let v tom Olina Nejezchleby a částečně také DVD skupiny Marsyas z roku 2012. 